# Röttenbach (Roth járás)
Röttenbach település Németországban, azon belül Bajorországban. Lakosainak száma 3503 fő (2023. december 31.). Röttenbach Pleinfeld, Georgensgmünd, Spalt és Heideck községekkel határos.

## Népesség
A település népessége az elmúlt években az alábbi módon változott:
| Lakosok száma | 2189 | 2262 | 2867 | 2903 | 2905 | 3126 | 3239 | 3198 | 3377 | 3503 |
|               | 1970 | 1975 | 2011 | 2012 | 2014 | 2015 | 2017 | 2019 | 2022 | 2023 |